# Neoserica setifrons
Neoserica setifrons är en skalbaggsart som beskrevs av Moser 1916. Neoserica setifrons ingår i släktet Neoserica och familjen Melolonthidae. Inga underarter finns listade i Catalogue of Life.